# Mary Lynn Rajskub
Mary Lynn Rajskub (ur. 22 czerwca 1971 w Trenton w stanie Michigan, USA) – amerykańska aktorka, znana z serialu 24 godziny, gdzie wciela się w postać pracowniczki CTU Chloe O'Brian. Do ekipy serialu dołączyła w 2003 r. i od tego czasu wystąpiła w sześciu sezonach (3, 4, 5, 6, 7, 8).

## Wybrana filmografia

### Filmy kinowe
- 2002: Dziewczyna z Alabamy (Sweet Home Alabama) jako Dorothea
- 2020: Kolacja po amerykańsku jako Connie

### Seriale TV
- 2003-2010: 24 godziny (24) jako Chloe O'Brian